# アウトバーン 49
アウトバーン 49（ドイツ語: Bundesautobahn 49, BAB 49 または A 49）はドイツの高速道路、アウトバーンの一路線である。
北のカッセルから南のノイエンタールまでヘッセン州北部を縦断する。45 kmの路線を持つ地方道路である。
2018年現在未完成。将来にゲミュンデンまで至る計画がある。最終的長さは87 kmと計画されている。